# Mass Customization
Mass Customization (auf Deutsch auch als kundenindividuelle Massenproduktion oder seltener als individualisierte Massenfertigung bezeichnet) bezeichnet die Verknüpfung von Massenproduktion mit individuellen Produkten, die nach Anforderungen des Kunden hergestellt werden. Vorteile der Massenproduktion wie Skaleneffekte, Erfahrungskurvenvorteil und Automatisierung bleiben dabei erhalten. Mass Customization ist auch ein wesentliches Ziel der Industrie 4.0.
Das Wort selbst ist zusammengesetzt aus mass production ‚Massenproduktion‘ und customization ‚kundenindividuelle Anpassung‘.

## Grundlagen
Zielabsatzmarkt ist nicht der differenzierte, sondern der Massenmarkt. Hier soll durch Variation aus wenigen, aus Kundensicht jedoch entscheidenden Merkmalen des Produkts eine Individualisierung erreicht werden. Typische Individualisierungsdimensionen sind zum Beispiel Designmerkmale oder Passform. Häufig basieren diese Produkte aber auch auf dem Konzept der Modularisierung, das heißt, das Produkt kann aus diversen Bausteinen individuell zusammengestellt werden.
Mittels Mass Customization ist man in der Lage, individuelle Kundenbedürfnisse zu bedienen, wobei die Kosten nur geringfügig über denen eines Standardprodukts liegen. In der Sportschuhindustrie liegt dieses Preispremium bei etwa 20 Prozent. Der Anbieter muss somit idealerweise nur noch für den konkreten Bedarf produzieren, spart Lagerkosten und kann aufgrund der Erfüllung des Kundenwunsches dem Preiskampf im Segment der standardisierten Produkte ausweichen. Häufig ist sogar eine Positionierung als Innovationsführer im Markt möglich.
Das Unternehmen gewinnt zudem eine Fülle an Kundendaten und Informationen über Kundenbedürfnisse, die über traditionelle Marktforschungsmethoden nur schwer ermittelbar sind. Durch Mass Customization erhält ein Unternehmen also auch ein zusätzliches Instrument zur frühen Aufklärung neuer Marktentwicklungen. Eine dauerhafte Kundenbindung wird begünstigt.
Die Weiterentwicklung von Mass Customization ist das Open-Innovation-Konzept, bei dem versucht wird, durch eine Integration des Kunden neue Produkte zu entwickeln.
Möglich wird die individualisierte Massenfertigung erst durch den Einsatz moderner Informations- und Kommunikationstechnik, beispielsweise indem der Kunde internetbasiert sein Produkt mit Hilfe eines Konfigurators selbst gestaltet. Hinter der elektronischen Oberfläche wird weiterhin eine hochautomatisierte aber flexible Logistik und entsprechende Produktionsmittel, die im One-Piece-Flow produzieren können, benötigt.
Mass Customization hat bereits in vielen verschiedenen Branchen Fuß gefasst: Textilien, Schuhe, Uhren & Schmuck, Fertighäuser, Küchen, Möbel, Lebensmittel, und vieles mehr.
Durch Mass Customization werden besondere Anforderungen an den Entwurf von Informationssystemen erforderlich.

## Konzeptionen desMass Customization

### Soft Customization
Die Individualisierung wird nicht in der Fertigung, sondern außerhalb des Unternehmens vorgenommen. Es gibt grundlegend drei Arten von Soft Customization: explizite oder implizite Personalisierung; individuelle Endfertigung im Vertrieb und Serviceindividualisierung (z. B. Musikprogramme für Fluggäste; Anlieferung beim Catering; telefonische Störungshotlines; Website-Baukasten).

### Hard Customization
Die Individualisierung geschieht schon in der Fertigung durch: standardisierte Vorproduktion und individuelle Endproduktion – oder umgekehrt; individuelle Kombination von standardisierten Modulen (z. B. massenhafte Fertigung von Unikaten, persönliche Medikamente). Dieses Verfahren hat sich inzwischen auch bei vielen Automobilherstellern durchgesetzt, wo der Kunde mit Hilfe eines Konfigurators sich sein individuelles Fahrzeug zusammenstellen kann. Der Kunde wählt zunächst ein Fahrzeugmodell aus, das durch die Form der Karosse, die Motorisierung und das Getriebe definiert wird. In Abhängigkeit von dem gewählten Modell wird ihm eine Vielzahl von Ausstattungsvarianten angeboten, aus denen er sich seine Varianten aussuchen kann. Darüber hinaus bieten vor allem die deutschen Automobilhersteller dem Kunden weitere Möglichkeiten einer exklusiven Individualisierung ihrer Serienfahrzeuge an.

## Produktkonfigurator
Bei technisch komplexen und variantenreichen Produkten kann die korrekte Definition eines Erzeugnisses mitunter sehr schwierig werden. Zwischen den vielen unterschiedlichen Merkmalen eines Produktes bestehen oftmals zahlreiche Abhängigkeiten (constraints), die als „Gebote“ oder „Verbote“ ausgedrückt werden können. Um eine eindeutige Produktdefinition zu erhalten, ist ein Produktkonfigurator sowohl für den Kunden als auch für den Hersteller sinnvoll. Dieser Konfigurator hilft dem Kunden bei der Auswahl der Merkmale und weist ihn auf die zulässigen/unzulässigen Merkmalskombinationen hin, wobei letztere dann nicht ausgewählt werden können.
Ein gutes Beispiel dafür sind die Fahrzeugkonfiguratoren (car configurator) der verschiedenen Automobilhersteller. Für die Erstellung eines Konfigurators ist eine logische Produktdefinition in Form einer idealen booleschen Algebra hilfreich, die eine konsistente Produktdefinition gewährleistet und die Beschreibung und Eingabe von Restriktionen enorm erleichtert. Dabei werden Merkmale, die einander paarweise ausschließen, in Merkmalsfamilien zusammengefasst. Aus jeder Merkmalsfamilie darf nur ein Merkmal und muss genau ein Merkmal ausgewählt werden. Somit dürfen nur Merkmale aus unterschiedlichen Merkmalsfamilien miteinander kombiniert werden, wodurch sich die möglichen Merkmalskombinationen enorm verringern. Um bestimmte Merkmalskombinationen zu verhindern, die technisch nicht möglich oder sinnvoll sind, müssen explizite Verbots- und Gebots-Regeln formuliert werden. Beispiel: Eine vollautomatische Klimaanlage darf nicht mit einer zu schwachen Batterie kombiniert werden.